# Aglaiocypris mauiensis
Aglaiocypris mauiensis är en kräftdjursart som beskrevs av Hartmann 1991. Aglaiocypris mauiensis ingår i släktet Aglaiocypris och familjen Candonidae. Inga underarter finns listade i Catalogue of Life.